# Waterloo-Tor

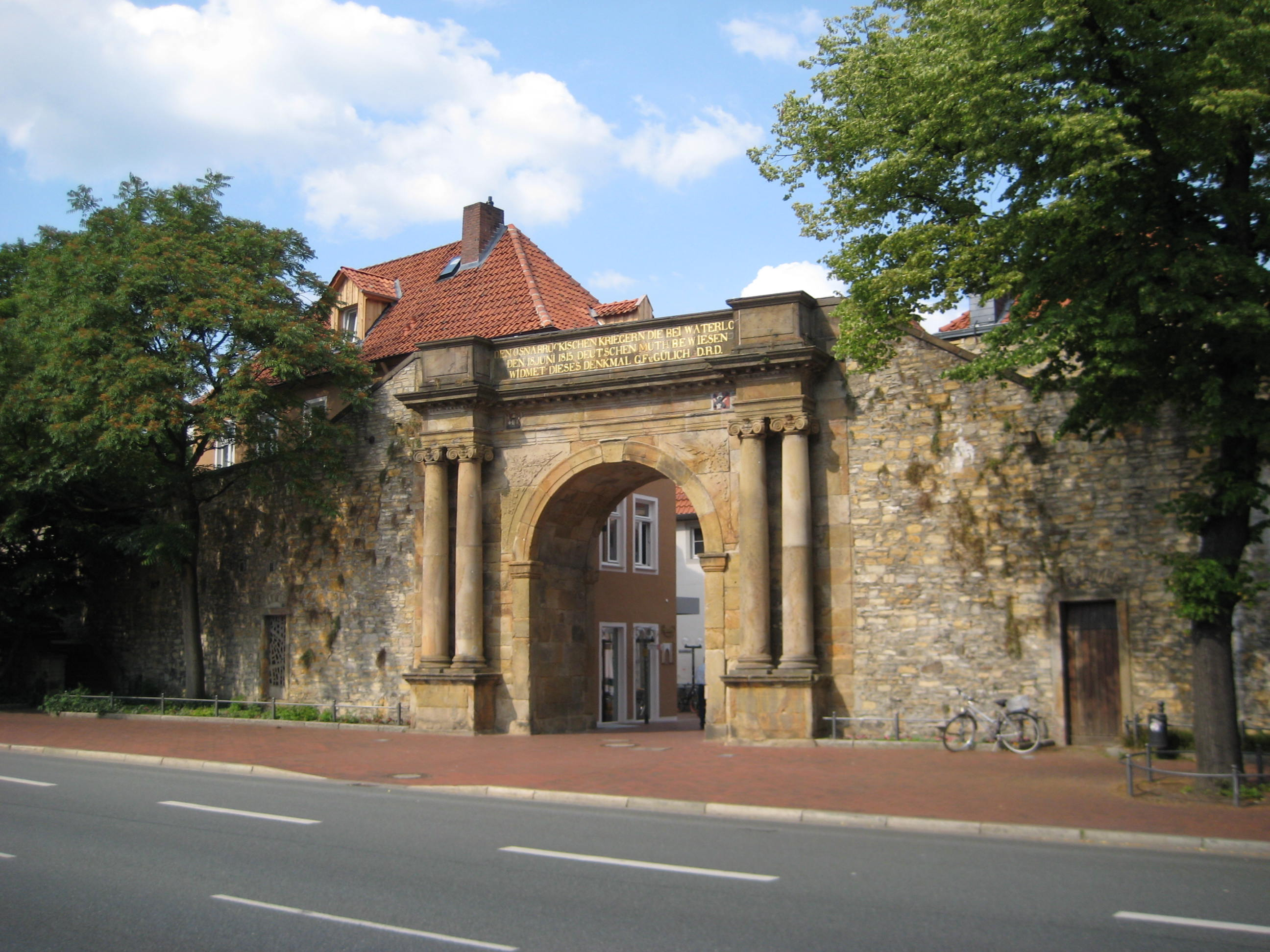
Das Waterloo-Tor am Heger Tor

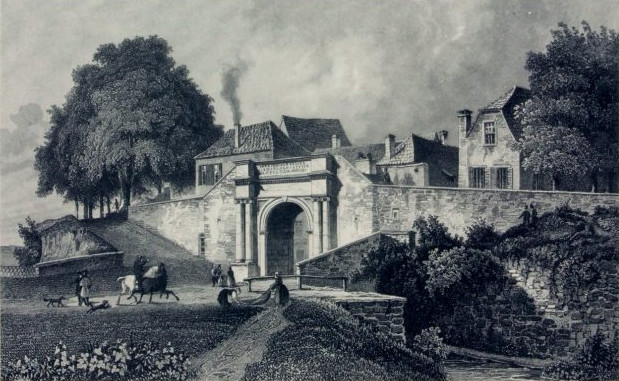
„Das Waterloothor zu Osnabrück“;
Stahlstich, um 1850

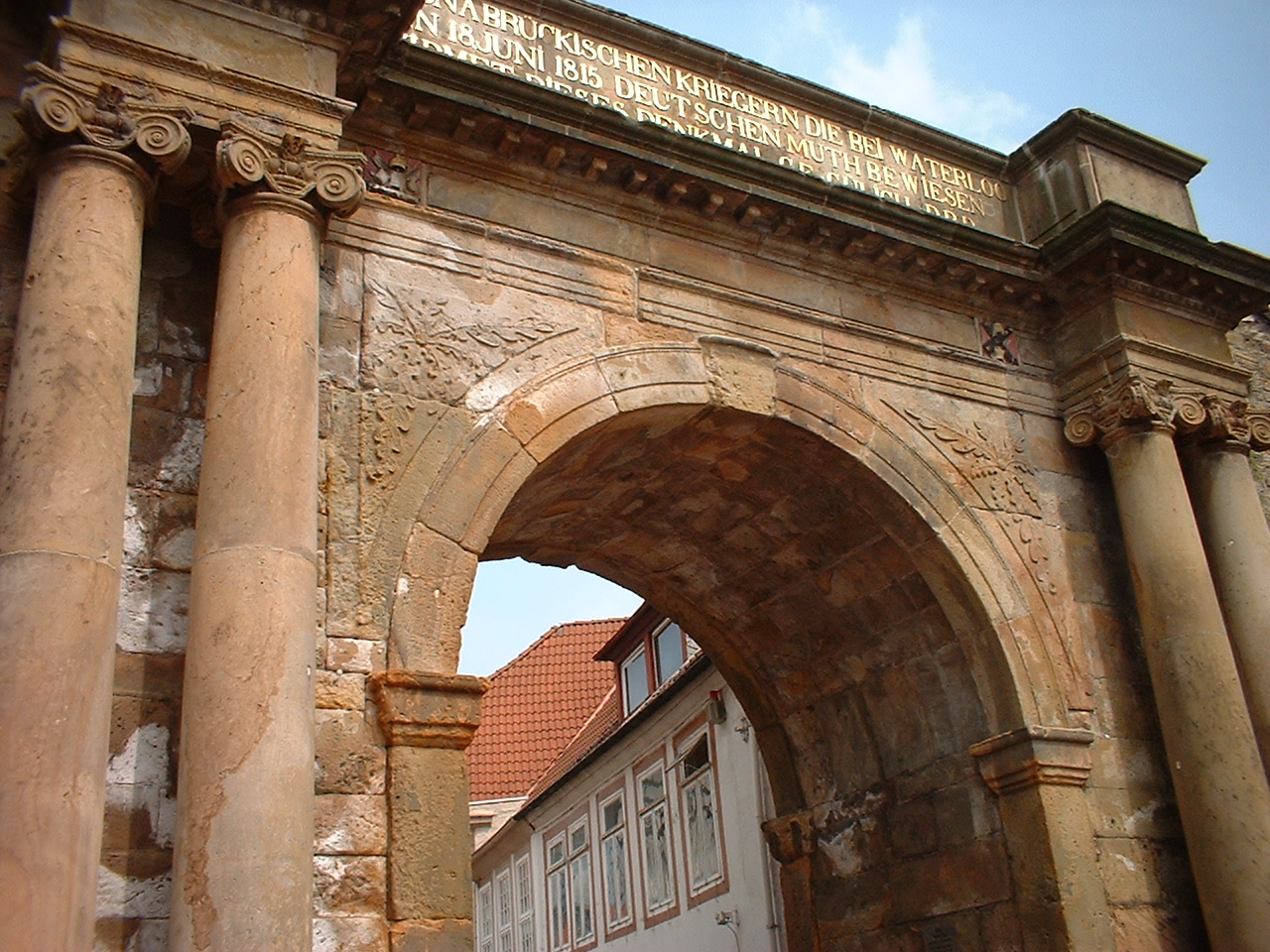
Nahaufnahme

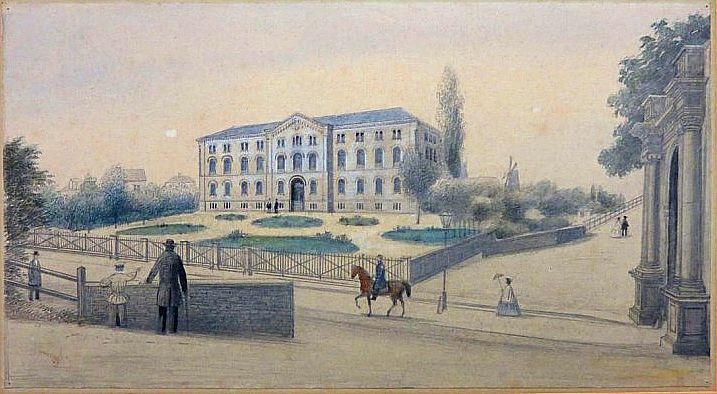
Blick am Waterloo-Tor vorbei auf das Stadtkrankenhaus, das spätere Stüvehaus der VHS;
aquarellierte Bleistiftzeichnung von Friedrich Gottlieb Müller, um 1865

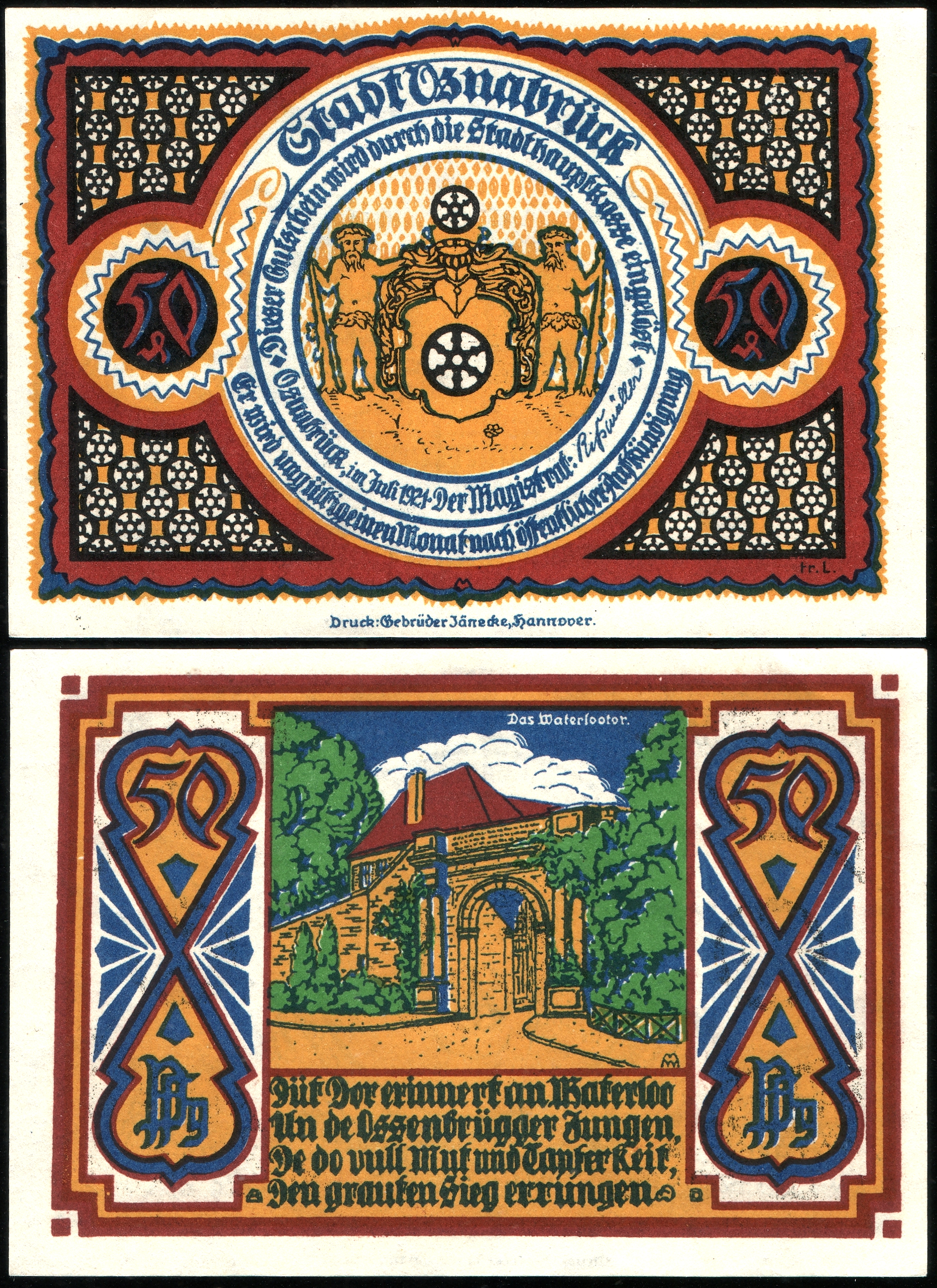
„Waterlootor“ auf einem Notgeldschein von 1921

Das Waterloo-Tor ist ein Kriegerdenkmal in Osnabrück, das an die Schlacht bei Waterloo erinnert. Das Waterloo-Tor mit seinem umgebenden Bereich ist in Osnabrück als das Heger Tor bekannt, der Name „Waterloo-Tor“ wird lokal kaum benutzt.

## Geschichte
Am 18. Juni 1815 nahmen viele Osnabrücker Soldaten als Angehörige des Landwehr-Bataillons Osnabrück, des Leichten Feldbataillons Osnabrück und der King’s German Legion unter britischem Oberkommando an der Schlacht bei Waterloo teil. Zu Ehren dieser kämpfenden Mitbürger stiftete im Jahr 1816 der Osnabrücker Bürger Gerhard Friedrich von Gülich 1.000 Taler für eine Gedenkstätte. 
Das Waterloo-Tor wurde von Wegeinspekteur Johann Christian Sieckmann (1787–1861) im Auftrag Gülichs konzipiert und im Jahr 1817 am Heger-Tor-Wall erbaut.
Es erinnert in seinem Erscheinungsbild zugleich an einen Triumphbogen und eine Wehranlage, weil Teile der 1815 abgerissenen großen historischen Wehranlage „Heger Tor“ einbezogen wurden, die aus Turm, Tor, Bastion, Zwinger und Durchfahrt aus der Altstadt zur stadtauswärts liegenden Heger Laischaft bestand.
Das eigentliche Heger Tor stand im Mittelalter weiter stadtauswärts, etwa 20 Meter westlich vor dem heutigen Waterloo-Tor. Dies ist daran zu erkennen, dass das noch existierende Akzisehaus, welches sich direkt am Stadttor befunden hatte, heute auf der gegenüberliegenden Seite des Wallringes liegt. Im Osnabrücker Volksmund hat sich dennoch der alte Name „Heger Tor“ auch als Name für das neue Waterloo-Tor eingebürgert.

### Kunstaktionen
Schon mehrfach wurde das Waterloo-Tor in den letzten Jahren für temporäre Kunstinstallationen genutzt. So schuf der US-amerikanische Künstler Patrick Dougherty (Künstler) Skulpturen aus verflochtenen Weidenzweigen, welche vom 15. April bis in den November 2004 hinein dort standen.
Der schwedische Künstler Michael Johansson nutzte das Waterloo-Tor 2015 für seine Skulptur Public Square. Sie bestand aus Haushaltsgeräten und Möbeln, welche ineinander gestapelt den Torbogen bis auf einen Durchlass ausfüllten.

## Beschreibung
Das Waterloo-Tor ist ein Triumphtor und hat den Titusbogen in Rom zum Vorbild. 
Außerdem wurden Bauelemente von zeitgenössischen klassizistischen Torbauten, z. B. vom Brandenburger Tor in Berlin, hinzugefügt.
Der Torbogen wird beidseitig gerahmt von ionischen, gekoppelten Säulen auf Sockel und Stylobat. Der Architrav enthält die in Gold gefasste Kapitalinschrift:
DEN 18.JUNI 1815 DEUTSCHEN MUTH BEWIESEN
(D.R.D. = Der Rechte Doktor, Gülich war  Dr. jur.). 
Über die seitlichen Wallrampen und einen Treppenaufgang erreicht man die Plattform des Tores. Von ihr hat man zur östlichen Seite eine sehenswerte Aussicht auf die mittelalterlich geprägte Osnabrücker Altstadt, zur westlichen Seite sieht man das Kulturgeschichtliche Museum, das Felix-Nussbaum-Haus, das Akzisehaus und das Stüve-Denkmal vor dem Stüvehaus, der heutigen Volkshochschule Osnabrück.
Durch das alte und neue „Heger Tor“ rollten jahrhundertelang Fuhrwerke in Richtung Münster und Holland oder kamen von Westen in die Stadt. Die Tordurchfahrt wurde 1957 für den Fahrzeugverkehr gesperrt und zur Fußgängerzone. Hinter dem Heger Tor ist das Heger-Tor-Viertel, das bekannt und beliebt durch seine urigen Gastronomiebetriebe und ein beliebter Treffpunkt für Tages- und Nachtschwärmer ist. Die uralte Kastanie der Plattform am Heger Tor wurde bei einem Sturm im November 1957 entwurzelt. Die neu gepflanzten Bäume wurden bei der Torsanierung 2013 entfernt.
Die nur stadtauswärts errichtete Schaufassade des Waterloo-Tores bewirkt bei der Betrachtung einen Doppelcharakter, je nachdem von welcher der beiden Seiten aus man es betrachtet: Von der Altstadtseite erscheint das Tor wie ein schmuckloses Stadttor aus der Zeit des alten Heger Tors, der mittelalterlichen Befestigungsanlage. Von der Seite des Heger-Tor-Walls ist es als klassizistische Heldengedenkstätte zu erkennen. Zwei Stadtwelten zeigt auch die städtebauliche Abwechslung, wenn man das Tor durchschreitet: Von der lärmenden, modernen Neustadt am Heger-Tor-Wall gelangt man durch den Triumphbogen in die beschauliche, verkehrsberuhigte Altstadt.